# Styrax macrocalyx
Styrax macrocalyx är en storaxväxtart som beskrevs av Janet Russell Perkins. Styrax macrocalyx ingår i släktet Styrax och familjen storaxväxter. Inga underarter finns listade i Catalogue of Life.